# Lithostege luminosata
Lithostege luminosata är en fjärilsart som beskrevs av Hugo Theodor Christoph 1885. Lithostege luminosata ingår i släktet Lithostege och familjen mätare. Inga underarter finns listade i Catalogue of Life.